# 30333 Stevenwang
30333 Stevenwang è un asteroide della fascia principale. Scoperto nel 2000, presenta un'orbita caratterizzata da un semiasse maggiore pari a 2,2901631 UA e da un'eccentricità di 0,1543183, inclinata di 6,39302° rispetto all'eclittica.